# Nanwalek
Nanwalek ist ein Ort und ein census-designated place (CDP) im Kenai Peninsula Borough in Alaska. Das U.S. Census Bureau ermittelte bei der Volkszählung 2020 eine Einwohnerzahl von 247.

## Geographie
Nanwalek liegt im Südwesten der Kenai-Halbinsel am Ufer der kleinen Bucht „English Bay“ südlich vom Ausgang der Bucht Port Graham zum Cook Inlet. Nanwalek befindet sich 15 km südwestlich von Seldovia und 38 km südwestlich von Homer. Nanwalek verfügt über den Flugplatz Nanwalek. Der Ort kann nur auf dem Luft- oder Seeweg erreicht werden. Ein Fußpfad führt zum 5 km ostsüdöstlich gelegenen Ort Port Graham.

## Geschichte
1741 notierten russische Forschungsreisende ein bewohntes Dorf an der Stelle des heutigen Nanwalek. Im Jahr 1781 ließ Schelichow eine Festung sowie einen Handelsposten der „American Northeastern Fur Company“ errichten. Nach dem Verkauf von Alaska im Jahr 1867 an die Vereinigten Staaten verließen die Russen das Gebiet. Der Ort erschien erstmals beim U.S. Census 1880 als „unincorporated village“ „Alexandrovsk“. Später hieß das Dorf „Odinochka“ („eine Person, die in Einsamkeit lebt“). Der U.S. Geological Survey (USGS) vermaß das Gebiet 1909 und gab dabei dem Dorf den Namen „English Bay“. English Bay wurde 1980 ein census-designated place. Im Jahr 1991 wurde der Name des Dorfes und des CDP in „Nanwalek“ umgeändert. Der neue Name war ein Alutiiq-Wort mit der Bedeutung „Platz an der Lagune“.
Nanwalek ist heute ein traditionelles Dorf der Sugpiaq, das vom Fischfang und von Subsistenzwirtschaft lebt. Viele Dorfbewohner sprechen den Eskimo-Dialekt Sugt’stun. Weiterhin haben viele Einwohner russische, euro-amerikanische, asiatische, indianische sowie Aleuten als Vorfahren.
Die russisch-orthodoxe Kirche wurde 1870 errichtet. Nach dem Brand der Kirche im Jahr 1890 wurde sie wiederaufgebaut.
Das Gebäude galt jedoch als einsturzgefährdet, so dass 1930 eine zweite Kirche daneben entstand, die für den Gottesdienst genutzt wird. Der Verkauf von Alkohol ist in der Gemeinde verboten.

## Demografie
Zum Zeitpunkt der Volkszählung im Jahre 2020 (U.S. Census 2020) hatte Nanwalek 247 Einwohner auf einer Landfläche von 21,72 km². Von den Einwohnern waren 14 Weiße sowie 177 Indigene. Beim Zensus im Jahr 2000 wurden 177 Einwohner gezählt, 2010 waren es 254.